# Мейбанк (Техас)
Мейбанк (англ. Mabank) — місто (англ. town) в США, в округах Кофман і Гендерсон штату Техас. Населення — 4050 осіб (2020).

## Географія
Мейбанк розташований за координатами 32°22′7″ пн. ш. 96°6′55″ зх. д. / 32.36861° пн. ш. 96.11528° зх. д. (32.368677, -96.115216).  За даними Бюро перепису населення США в 2010 році місто мало площу 18,69 км², з яких 18,60 км² — суходіл та 0,08 км² — водойми.

## Демографія
Згідно з переписом 2010 року, у місті мешкало 3035 осіб у 1182 домогосподарствах у складі 786 родин. Густота населення становила 162 особи/км².  Було 1301 помешкання (70/км²).
Расовий склад населення:
| - 88,8 % — білих - 4,0 % — чорних або афроамериканців - 1,2 % — азіатів - 0,7 % — корінних американців - 0,2 % — вихідців з тихоокеанських островів - 3,2 % — осіб інших рас |

До двох чи більше рас належало 1,9 %. Частка іспаномовних становила 8,7 % від усіх жителів.
За віковим діапазоном населення розподілялося таким чином: 27,8 % — особи молодші 18 років, 57,3 % — особи у віці 18—64 років, 14,9 % — особи у віці 65 років та старші. Медіана віку мешканця становила 34,0 року. На 100 осіб жіночої статі у місті припадало 84,6 чоловіків;  на 100 жінок у віці від 18 років та старших — 77,2 чоловіків також старших 18 років.
Середній дохід на одне домашнє господарство  становив 52 709 доларів США (медіана — 33 764), а середній дохід на одну сім'ю — 48 434 долари (медіана — 41 111). За межею бідності перебувало 24,2 % осіб, у тому числі 30,6 % дітей у віці до 18 років та 22,8 % осіб у віці 65 років та старших.
Цивільне працевлаштоване населення становило 1221 особа. Основні галузі зайнятості: освіта, охорона здоров'я та соціальна допомога — 30,6 %, роздрібна торгівля — 16,3 %, виробництво — 9,2 %, науковці, спеціалісти, менеджери — 7,7 %.